# Église Saint-Martin de Ciry-Salsogne
L'église Saint-Martin est une église située à Ciry-Salsogne, sur le territoire de la commune de Ciry-Salsogne, dans le département de l'Aisne, en France.

## Historique
L'église Saint-Martin détruite pendant la Première Guerre mondiale, fin août 1918, a été reconstruite entre 1924 et 1926 par l'architecte Édouard Monestès (1885-1944).
L’architecte parisien Édouard Monestès a construit de nombreux projets d’église en Picardie (Craonnelle, Fontenoy, Rollot ou Tergnier).
Le monument est inscrit au titre des monuments historiques en 2007.

## Description
L’église a été construite en béton armé, mais l'ossature de béton est dissimulée par la pierre qui permet d’intégrer les caractères locaux traditionnels avec pignons à redents, clocher en double bâtière.
Les volumes ont été adaptés aux exigences de la période en dilatant l’espace et en changeant la répartition des volumes. L’espace intérieur a été dégagé. Il est scandé par quatre colonnes qui supportent les arcs en plein cintre qui délimitent le chœur, la tribune et les collatéraux. 
L’église a été présentée à l’exposition d’art religieux moderne au musée des Beaux-Arts de Rouen en 1932.

## Œuvres d'art
Le décor sculpté : chapiteaux intérieurs, bas-reliefs des pignons, est l'œuvre de Jacques Martin.
À l'intérieur de l'édifice se trouve une statue dont la silhouette a servi de modèle au Christ Corcovado qui domine la baie de Rio. Les deux statues ont le même sculpteur, Paul Landowski. L'architecte était un ami du sculpteur. La maquette finale de 1925 du Christ de Corcovado a été offerte en 1926 par Paul Landowski pour la bénédiction de l'édifice alors que la construction de la statue de Rio débutait. 
Le Christ de Corcovado est le résultat d'un projet imaginé en 1922, à la demande de l'archevêque de Rio, Don Sebastião Leme da Silveira Cintra, par l'architecte et ingénieur Heitor da Silva Costa. Son projet ayant été critiqué, Silva Costa avait demandé à Paul Landowski de proposer un projet,.
Les verrières des deux roses latérales ont été réalisées sur des cartons de Louis Billotey. Sur l'une des deux verrières est représentée La Charité de saint Martin et sur l'autre est représentée Salomé recevant la tête de saint Jean-Baptiste. Sur les verrières du chœur sont représentés les quatre évangélistes et sur la rosace de la façade occidentale est la Vierge Marie en majesté entourée des symboles des litanies. Les autres baies sont garnies de vitraux colorés de formes géométriques.
Les quatorze stations du Chemin de croix sont composés de peintures de Louis Billotey encastrées dans un parement de pierre sculptée sur le pourtour de la nef. L’abside est décorée d'un bandeau de mosaïque représentant des motifs eucharistiques : poisson, pélican, etc.